# Piaçacá
Piaçacá é um distrito do município brasileiro de Santana, no estado do Amapá. Segundo o censo demográfico de 2022, realizado pelo Instituto Brasileiro de Geografia e Estatística (IBGE), sua população era de 418 habitantes e havia 135 domicílios particulares permanentes ocupados. Foi criado antes de 2001.
De acordo com o IBGE, em 2010 a população era de 438 habitantes e havia 228 domicílios particulares.